# Lydia Poser
Lydia Poser (geborene Orban; * 30. Januar 1909 in Heidersbach, Kreis Suhl; † 30. Dezember 1984 in Jena) war eine deutsche Politikerin (KPD/SED). Sie war seit September 1936 Ehefrau des KPD-Funktionärs und 1944 ermordeten antifaschistischen Widerstandskämpfers Magnus Poser.

## Leben
Nach Besuch der Volksschule und des Lyzeums arbeitete Poser als Stenotypistin. 1925 trat sie dem KJVD bei. Von 1925 bis 1933 war sie Mitarbeiterin der KPD-Bezirksleitung in Jena und Erfurt. Von 1927 bis 1930 fungierte sie als Vorsitzende der KJVD-Ortsgruppe Jena. 1929 wurde sie Mitglied der KPD. Zwischen 1933 und 1936 war sie wegen ihrer antifaschistischen Tätigkeit inhaftiert: als „Schutzhäftling“ im November 1933 im Amtsgerichtsgefängnis Weimar und von Dezember 1933 bis April 1934 im KZ Bad Sulza sowie nach einer Verurteilung durch das Oberlandesgericht Jena wegen „Vorbereitung zum Hochverrat“ von April 1934 bis April 1936 im Frauengefängnis Gräfentonna. Von 1937 bis 1941 war sie wiederum als Stenotypistin tätig, von 1941 bis 1945 als Kassiererin. Als Ehefrau Posers gehörte sie zum innersten Kreis im Widerstand der Neubauer-Poser-Gruppe.
Ab 1945 war sie erneut als Funktionärin für die KPD tätig und Mitglied der Parteileitung in Jena. Poser unterstützte aktiv die Vereinigung von SPD und KPD. Sie und ihr Mann hatten bereits im Widerstand mit Sozialdemokraten zusammengearbeitet. Ab 1946 war sie Mitglied des Landesvorstandes der SED. Von Mai 1946 bis 1948 hatte sie das Amt der Bürgermeisterin von Jena inne. Bei den Landtagswahlen in der SBZ 1946 wurde Poser in den Thüringer Landtag gewählt und war dort Mitglied des Präsidiums. Zwischen 1948 und 1959 hatte sie verschiedene staatliche Funktionen im Land Thüringen bzw. im Bezirk Gera inne: Sie war von 1948 bis 1950 Mitglied, dann von 1950 bis 1952 Vorsitzende der Landeskommission für Staatliche Kontrolle. Zwischen 1952 und 1959 war sie Vorsitzende des Rates des Bezirkes Gera, Abgeordnete des Bezirkstags und Mitglied der SED-Bezirksleitung Gera. 1959 trat sie aus gesundheitlichen Gründen von diesen Ämtern zurück. Später war sie Vorsitzende des Komitees der Antifaschistischen Widerstandskämpfer im Bezirk Gera.
Von 1950 bis 1963 war sie zudem Abgeordnete der Volkskammer.

## Ehrungen
- Im Festakt zur 400-Jahr-Feier der Friedrich-Schiller-Universität Jena 1958 wurde Poser zum Ehrensenator ernannt.
- Am 30. Januar 1974 wurde ihr zum 65. Geburtstag die 
Ehrenbürgerwürde der Stadt Jena verliehen. Nach der Wende wurde ihr diese jedoch am 20. März 1991 von der Stadtverordnetenversammlung wieder aberkannt.
- Sie erhielt 1954 und 1969 den Vaterländischen Verdienstorden sowie 1978 die Ehrenspange zum Vaterländischen Verdienstorden in Gold.[3]